# Baeoura naga
Baeoura naga är en tvåvingeart som beskrevs av Alexander 1966. Baeoura naga ingår i släktet Baeoura och familjen småharkrankar. Inga underarter finns listade i Catalogue of Life.